# Eugen Gura
Eugen Gura (Saaz, actualmente Žatec, República Checa, 8 de noviembre de 1842 - Aufkirchen, Baviera, 26 de agosto de 1906), barítono de ópera austriaco.
Estudió en un primer momento pintura en Viena y en Múnich, pero sucesivamente, una vez que desarrolló una bella voz abaritonada, emprendió la carrera del canto y frecuentó el conservatorio de Múnich. Debutó en 1865 en la Ópera de Múnich y en los años siguiente gozó de una óptima reputación en Alemania, sobre todo en los papeles wagnerianos, en los cuales se convirtió en uno de los mayores intérpretes de su tiempo. Se exhibió principalmente en Leipzig hasta 1876, y luego en Hamburgo hasta 1883.
Cantó en la primera ópera de El anillo del nibelungo en el primer Festival de Bayreuth en 1876 (fue el primer Günther en El ocaso de los dioses el 17 de agosto de 1876). Su Hans Sachs en Los maestros cantores de Núremberg de Londres en 1882 tuvo un enorme éxito.
En sus últimos años pasó al repertorio liederístico.